# His Dearest Foes
His Dearest Foes è un cortometraggio muto del 1914 diretto e interpretato da E.H. Calvert.

## Produzione
Il film fu prodotto dalla Essanay Film Manufacturing Company.

## Distribuzione
Distribuito dalla General Film Company, il film - un cortometraggio in due bobine - uscì nelle sale cinematografiche statunitensi il 6 novembre 1914.